# اگوناک
اگوناک (به فرانسوی: Agonac) یک کمون در فرانسه است که در Canton of Brantôme واقع شده‌است.

## خصوصیات
اگوناک ۳۷٫۲۲ کیلومترمربع مساحت و ۱٬۶۲۵ نفر جمعیت دارد.